# Jobbágyi autóbusz-baleset
A jobbágyi autóbusz-baleset 2011. szeptember 5-én történt a 21-es főúton Jobbágyi település közelében, amelynek során a Volánbusz Salgótarjánból Budapestre tartó menetrend szerinti járata szarvast gázolt, majd az árokba hajtott. A balesetben egy utas vesztette életét.

## Baleset
A Volánbusz 4 óra 35 perckor Salgótarjánból induló és a budapesti Stadion autóbusz-pályaudvarig közlekedő menetrend szerinti járata fél 6 körül ért Jobbágyi határába, amikor a 21-es főút 20-as és 19-es kilométere között egy íves rész közelében egy szarvastehén ugrott át az úton balról jobbra. Az állatot a busz elütötte, és az ütközés következtében a sofőrfülkébe repült. A busz ezt követően irányíthatatlanná vált, az árokba hajtott, az oldalára dőlt, és egy fának is nekiütközött.
A balesetben egy utas, egy 43 éves férfi (aki egyes feltételezések szerint egy szolgálaton kívüli buszsofőr volt, és megpróbálta kormányozni az irányíthatatlanná vált járművet) elhunyt. A balesetben 29-en sérültek meg, közülük 4-en súlyosan, köztük a busz vezetője, aki kizuhant a járműből a baleset során. A súlyos sérülteket a budapesti Honvéd kórházba, míg a többi sérültet a hatvani és a salgótarjáni kórházba szállították.
A balesetben érintett autóbusz (Mercedes Tourismo – forgalmi rendszáma: LVB-614) totálkáros lett; a baleset után a Volánbusz leselejtezte.